# Massada

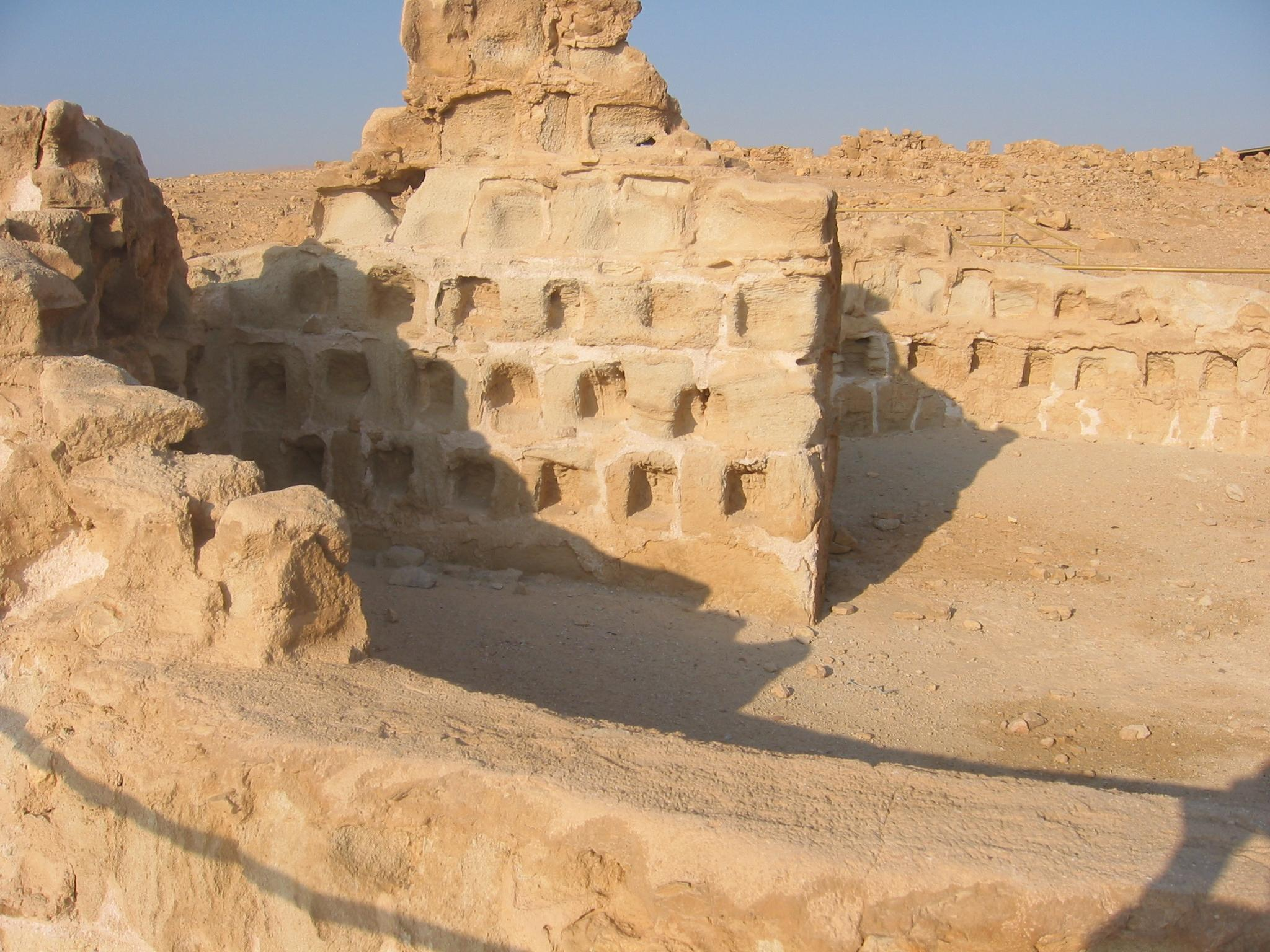
Massada

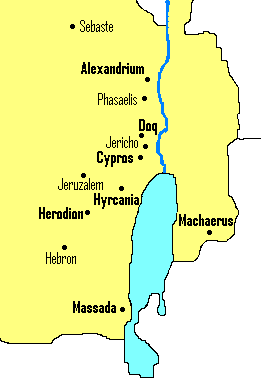
Forten van Herodes de Grote

Massada of Masada (Hebreeuws: מצדה – burcht, uitspraak Metzadaⓘ) is een citadel op een rots bij de Dode Zee in Israël. Koning Herodes vluchtte in 40 v.Chr. uit Jeruzalem naar deze plek omdat hij in gevaar was. Het fort van Massada werd tussen 40 en 4 v.Chr. door hem uitgebreid, zodat het een veilige vluchtplaats werd. Voor de geschiedenis van de plaats is Flavius Josephus de belangrijkste bron. De rots varieert in hoogte van ca. 400 meter tot 90 meter.

## Inname door Rome
Na de val en verwoesting van Jeruzalem en de Joodse Tempel tijdens de grote Joodse Opstand in 70 n.Chr. werd er op verschillende moeilijk toegankelijke plaatsen van het land nog verzet gepleegd tegen de Romeinse bezetters, onder meer door zeloten bij Massada. Omtrent het verzet bij Massada zijn diverse verhalen. Het is niet zeker hoe lang de plaats door het Legio X Fretensis belegerd werd.
Josephus vermeldt dat de Romeinen, toen zij de rots ten slotte innamen in 73, de dode lichamen van hun tegenstanders daar aantroffen, die dus massaal zelfmoord hadden gepleegd. Vaak wordt aangenomen dat het verzet bij Massada het allerlaatste verzet was dat in het land werd gepleegd, en dat de massale zelfmoord een heroïsche daad was. Dit standpunt wordt echter betwijfeld door geleerden die van mening zijn dat dit enkel een antwoord was op een totaal uitzichtloze situatie, en er omtrent het verzet bij Massada een mythe is ontstaan: de Massada mythe, waarbij feiten zodanig worden gepresenteerd, dat de geschiedenis een heldenverhaal werd. Hoe dan ook is de plaats wel moeilijker in te nemen dan veel andere plaatsen in het land, dus wat dat betreft is het wel waarschijnlijk dat het in ieder geval een van de laatste plaatsen was die door de Romeinen werden veroverd.
In de Talmoed wordt het verzet bij Massada niet genoemd, en het is vooral sinds het begin van de twintigste eeuw dat de plaats veel aandacht heeft gekregen.

## Tegenwoordig
Vandaag de dag trekt Massada veel bezoekers. Men kan met een kabelbaan in enkele minuten de berg opgaan, wat de meesten doen, maar ook via een oud slangenpad, dat al door Josephus wordt beschreven, kan men nog altijd de berg beklimmen. Een bezoek aan Massada kan men eenvoudig combineren met een bezoek aan de Dode Zee en plaatsen aan deze zee zoals Ein Gedi en Qumran.
Er is veel archeologisch onderzoek gedaan bij Massada, onder meer door de Israëli Yigael Yadin, die er uitgebreide opgravingen deed en ook een boek over dit onderwerp schreef, wat de plaats ook meer bekendheid heeft gegeven.